# ريجنالد فيلجونسون
ريجنالد فيلجونسون (بالإنجليزية: Reginald VelJohnson)‏ هو ممثل أمريكي، ولد في 16 أغسطس 1952 بكوينز في الولايات المتحدة.

## أعمال

### أفلام
- (1984) صائدو الأشباح[4][5][6]
- (1988) موت قاسي[7][8][9]
- (1990) موت قاسي 2[10][11][12]
- (2013) ذئب وول ستريت[13]

### مسلسلات
- تشاك
- التحقيق في موقع الجريمة
- فاملي ماتتيرس

## وصلات خارجية
- ريجنالد فيلجونسون على موقع IMDb (الإنجليزية)
- ريجنالد فيلجونسون على موقع ألو سيني (الفرنسية)
- ريجنالد فيلجونسون على موقع أول موفي (الإنجليزية)
- ريجنالد فيلجونسون على موقع قاعدة بيانات برودواي على الإنترنت (الإنجليزية)
- ريجنالد فيلجونسون على موقع قاعدة بيانات الأفلام السويدية (السويدية)
- ريجنالد فيلجونسون على موقع إن إن دي بي (الإنجليزية)
- ريجنالد فيلجونسون على موقع قاعدة بيانات الفيلم (الإنجليزية)
- ريجنالد فيلجونسون على موقع كينوبويسك (الروسية)